# Roca (apellido)
El apellido Roca es un apellido español de origen catalán, muy extendido por toda la península ibérica. El linaje pasó a Mallorca, siendo muchas las familias que en estas regiones brillaron, con líneas que difundieron el apellido por España. Es un apellido de linaje nobiliario, uno de los apellidos con más títulos nobiliarios.

## Historia etimológica
De origen vinculado a la Reconquista de Valencia, cuenta con muchas casas en Cataluña; el apellido Roca procede del nombre común roca (de prerromano rocca), el apellido se puede presentar con otras variantes como son Roquers o Rocas, siendo formas en plural. Procede también de los numerosos topónimos homónimos extendidos por el principado.
El apellido Roca está muy extendido por toda Cataluña y encontramos sobre todo en Celrá, Montrás, Igualada, Valls, Catllar, Áger, Almatret, Granja de Escarpe, etc. En otros lugares de España se encuentra principalmente en Valencia y Baleares. Es un apellido muy numeroso ya que en toda España encontramos unas 9.500 familias que tienen el apellido.

## Historia
Aparece este apellido ya en la Conquista de València por el Rey Jaime I de Aragón, en el año 1238, pues entre los caballeros catalanes que formaron parte del ejército cristiano destacaron Guillerm y Pere Roca. Los Roca quedaron establecidos en Valencia, con casas en San Mateo (1237), Játiva (1248), Onda (1256), Valencia (1306), etc.
Nos las proporciona un cronista tan autorizado como es Jaime Febrer, que habla a sus "trovas" de Guillermo Roca y de Pere Roca. Del primero, dice: "Guardaba el castillo de Montesa este valeroso soldado de fortuna, natural de Francia, y cuando el rey de Castilla vino con un gran ejército a conquistarlo, la vigilancia de Guillermo Roca supo aguantar los ataques del Rey, obligándole a levantar "làssetge", desde entonces fue nombrado con el apodo de Roca el de Montesa".
Del segundo Roca nos dice: "Pere Roca mandaba la gente de Carlada, lugar de Cataluña, cuando se juntó en Orihuela (Alicante), el ejército del rey, y pasó a Murcia contra los rebeldes a don Alfonso. Estando en Caudete, le cortó de revés el gargero a un moro de Fez, lo cual causó particular alegría al rey don Pedro".
Varias fueron las casas nobles catalanas fundadas por los Roca, figurando entre ellas: Una que radicó en la villa de Camprodón, del partido judicial de Puigcerdá y provincia de Gerona, (reconocía por tronco y progenitor a Bernardo Roca que obtuvo privilegio de nobleza por merced del rey don Pedro IV de Aragón en el año 1360); otra en la ciudad de Figueras, de la misma provincia; otra en la villa de Castellón de Ampurias, del partido judicial de Figueras; otra en el lugar de Fortiá, que también pertenece al partido judicial de Figueras; otra en el lugar de Pujals dels Cavallers, del ayuntamiento de Cornellá del Terri y partido judicial de Gerona, y otra en Villafranca del Panadés, villa de la provincia de Barcelona.
Los Roca valencianos descienden de los caballeros catalanes del mismo apellido que asistieron a la conquista de Valencia y también a la de Játiva, donde quedaron heredados y fueron, andando el tiempo, señores de Beniarjó en la Conca de Gandía.
En Valencia tuvieron el oficio de jurados, Esteban Roca, en 1315; Guillén Roca, en 1324, y Domingo Roca, en 1359. Cuando el rey don Martín, por los años 1391, trató de combatir a los rebeldes de Sicilia y pidió parecer a la ciudad de Valencia sobre el probable éxito de la jornada, fue mosén Pedro Roca uno de los llamados a responderle con maduro consejo. Y entre los más ilustres capitanes que tuvo en sus armadas don Alfonso V de Aragón, figuraba Juan Roca.
Probó su nobleza en las Órdenes de Santiago (1629 y 1631), Órdenes de Alcántara (1817), Órdenes de Montesa (1556, 1588, 1649, 1668, 1756, 1767, 1784), Órdenes de Carlos III (1817) y Órdenes de San Juan de Jerusalén (1746, 1766, 1772 y 1783), en la Real Chancillería de Valladolid (1774, 1804, 1805 y 1829) y Real Compañía de Guardias Marinas (1767 y 1775).
También pasaron a Mallorca, y ya en 1343, Ramon Roca, caballero mallorquín, ayudó a Pedro IV de Aragón en sus luchas contra Jaime III.
En Cataluña hubo varias antiguas y nobles casas del apellido Roca en Camprodón, Figueras, Castellón de Ampurias, Fortiá, Barcelona, Villafranca del Panadés, etc. De Camprodón (Gerona) fue Bernardo Roca, que obtuvo privilegio de nobleza del Rey don Pedro IV de Aragón, en 1360.
El “Nobiliari del Reial Cos de la Noblesa de Catalunya” cita, entre otros Roca, a: Felip de Roca, Caballero del Principado, asistente a las Cortes catalanas de 1599; Pacià Roca, notari reial, Ciudadano Honrado de Barcelona (1626); Josep Roca i Corder, Caballero del Principado (1619), asistente a las Cortes catalanas de 1626, y a Joaquim de Roca i Batlle, Caballero del Principado (1795), Señor de Marmellar.

## Nobleza y Títulos Nobiliarios
- Barón de la Roca: Título creado en el año 1.467 por Juan II de Aragón otorgado a Martín Juan de Torreles.[4]
- Condado de la Roca: Concedido por Felipe IV de España («el Grande» o «el Rey Planeta») en 1.628.[5][6]

- Duque de la Roca: Concedido por Carlos IV el 24 de marzo de 1793 a Vicente Maria Vera de Aragón y Enrique de Navarra, Capitán General de los Ejércitos (a este título nobiliario Carlos III le otorgó la Grandeza de España en 1769).

- Marqués de la Roca: Concedido a Antonio Oriol de Montagur, regidor de Tortosa, el 27 de abril de 1790 por el rey Carlos IV.

- Felip de Roca, Caballero del Principado, asistente a las Cortes Catalanas de 1599.

- Josep Roca i Corder, Caballero del Principado (1619), asistente a las Cortes Catalanas de 1626.

- Joaquim de Roca i Batlle, Caballero del Principado (1795), Barón de Marmellar.
- Pacià Roca, notari reial, Ciudadano Honrado de Barcelona (1626).

## Escudos de Armas
| Blason à dessiner | El escudo está blasonado así: Cortado: 1º, en campo de plata, un águila de sable, y 2º ,en campo de gules una roca de plata. |

|  | El escudo está blasonado así: En campo de azur, una roca de su color natural, puesta sobre ondas de agua de plata y azur, superada de un roque de oro que está acostado de dos flores de lis de oro, uno en cada flanco. En jefe, una estrella de plata. Linajes de Cartagena, Murcia y Alicante. |

| Blason à dessiner | El escudo está blasonado así: En campo de azur, un roque de oro, acostado de dos flores de lis de oro, uno en cada flanco. Escudo de Guillermo Roca, que asistió a la conquista del reino de Valencia. |

| Blason à dessiner | El escudo está blasonado así: En campo de azur, una roca de sinople, sumada de un roque de oro, sumado a su vez de un creciente de plata y acostado de dos flores de lis de oro, uno en cada flanco. En jefe, una estrella de oro. Linajes de Alicante y otros lugares de Valencia. |

| Blason à dessiner | El escudo está blasonado así: En campo de azur, una roca de oro. Linaje de Mallorca. |

| Blason à dessiner | El escudo está blasonado así: En campo de gules, tres roques de oro, bien ordenadas (triángulo mayor, 2 y 1). Linaje de Pujals dels Cavallers (Cornellá del Terri, Cataluña). |

| Blason à dessiner | El escudo está blasonado así: En campo de oro, tres roques de azur, bien ordenadas (triángulo mayor, 2 y 1). Linaje de Pujals dels Cavallers (Cornellá del Terri, Cataluña). |

| Blason à dessiner | El escudo está blasonado así: En campo de azur, un monte de tres cumbres, de plata, surmontado de tres estrellas de oro, puestas en faja. Linaje de Figueras (Cataluña). |

| Blason à dessiner | El escudo está blasonado así: Cortado y ondado: 1º, en campo de azur, dos estrellas de oro, puestas en faja, y 2º, en campo de oro liso. Linaje de Fortiá (Cataluña), también denominado La Roca |

| Blason à dessiner | El escudo está blasonado así: En campo de gules, un roque de oro. Escudo asignado a Pedro Roca. |

| Blason à dessiner | El escudo está blasonado así: Cuartelado: 1º, en campo de plata, una cruz flordelisada, de gules; 2º, en campo de azur, una estrella de plata; 3º, en campo de oro, una roca (o peñasco) de su color natural, y 4º, en campo de plata, tres fajas de azur, ondeadas. Linaje de Camprodón (Gerona). |

| Blason à dessiner | El escudo está blasonado así: Cuartelado: 1º, en campo de plata, una cruz ancorada, de gules; 2º, en campo de azur, una estrella de ocho puntas, de plata; 3º, en campo de oro, un monte de su color natural, naciente de la punta, y 4º, en campo de plata, ondas de agua de azur y plata, puestas en punta. |

| Blason à dessiner | El escudo está blasonado así: Cuartelado: 1º, y 4º, en campo de oro, unas rocas de su color natural, lampasadas de azur y oro, y 2º y 3º, en campo de azur, tres hachas de guerra, con los mangos de oro y los hierros de plata, bien ordenados (triángulo mayor, 2 y 1). Linajes de Figueras y Castellón de Ampurias (Gerona). |

| Blason à dessiner | El escudo está blasonado así: En campo de azur, dos torres de plata, acompañadas en el jefe de una estrella de oro. |

| Blason à dessiner | El escudo está blasonado así: En campo de azur, una torre de oro, acompañada en el jefe de tres flores de lis mal ordenadas (triángulo menor, 1 y 2). |

| Blason à dessiner | El escudo está blasonado así: En campo de azur, una torre de oro puesta entre tres flores de lis, bien ordenadas (triángulo mayor, 2 y 1). |

| Blason à dessiner | El escudo está blasonado así: Cortado: 1º, en campo de gules, un roque de plata, y 2º, en campo de plata, dos roques de gules. Bordura general componada de plata y gules. Linaje del Rosellón (Francia). |

| Blason à dessiner | El escudo está blasonado así: En campo de plata, tres roques de azur, acompañados en punta, de una rosa de su color natural, tijada de sinople. Linaje de Parlabá (Gerona). |

| Blason à dessiner | El escudo está blasonado así: En campo de plata, un monte de peñas, sumado de una cruz potenzada, todo de gules. Linaje de Pisa (Italia). |

| Blason à dessiner | El escudo está blasonado así: En campo de gules, un castillo de piedra puesto sobre una roca de su color natural. Linaje de Galicia. |

| Blason à dessiner | El escudo está blasonado así: En campo de azur, un árbol de su color natural, terrasado de oro, con un lebrel blanco atado al tronco, y surmontado de estrella de plata que está orlada de otras seis estrellas de plata. |

| Blason à dessiner | El escudo está blasonado así: En campo de oro, una cordillera de su color natural lampasada de oro y azur. |

| Blason à dessiner | El escudo está blasonado así: En campo de oro, un monte de su color natural. |